# (10837) Yuyakekoyake
(10837) Yuyakekoyake est un astéroïde de la ceinture principale.

## Description
(10837) Yuyakekoyake est un astéroïde de la ceinture principale. Il fut découvert le 6 mars 1994 à Nyukasa par Masanori Hirasawa et Shohei Suzuki. Il présente une orbite caractérisée par un demi-grand axe de 2,66 UA, une excentricité de 0,07 et une inclinaison de 21,8° par rapport à l'écliptique.

## Compléments